# Carmarthen West and South Pembrokeshire (circonscription du Parlement britannique)
Ne doit pas être confondu avec Carmarthen West and South Pembrokeshire (circonscription galloise).
Circonscription parlementaire de la 

Chambre des communes
Carmarthen West and South Pembrokeshire est une circonscription électorale britannique située au pays de Galles.

## Membres du parlement
| Election | Election | Membre,         | Parti        | Portrait |
| -------- | -------- | --------------- | ------------ | -------- |
|          | 1997     | Nicholas Ainger | Labour       |          |
|          | 2010     | Simon Hart      | Conservateur |          |

## Elections

### Élections dans les années 2010
| Élections générales de 2017: Carmarthen West and South Pembrokeshire |                    |                   |        |      |       |
| Parti                                                                | Parti              | Candidat          | Votes  | %    | ±     |
|                                                                      | Conservateur       | Simon Hart        | 19,771 | 46.8 | +3.1  |
|                                                                      | Labour             | Marc Tierney      | 16,661 | 39.5 | +10.8 |
|                                                                      | Plaid Cymru        | Abi Thomas        | 3,933  | 9.3  | -1.1  |
|                                                                      | Libéral Démocrates | Alistair Cameron  | 956    | 2.3  | -0.1  |
|                                                                      | UKIP               | Phil Edwards      | 905    | 2.1  | -9.5  |
| Majorité                                                             | Majorité           | Majorité          | 3,110  | 7.3  | -7.7  |
| Participation                                                        | Participation      | Participation     | 42,226 | 72.1 | +2.3  |
|                                                                      | Conservateur hold  | Conservateur hold | Swing  | -3.8 |       |

| Élections générales de 2015: Preseli Pembrokeshire, |                    |                   |        |      |      |
| Parti                                               | Parti              | Candidat          | Votes  | %    | ±    |
|                                                     | Conservateur       | Simon Hart        | 17,626 | 43.7 | +2.6 |
|                                                     | Labour             | Delyth Evans      | 11,572 | 28.7 | −4.0 |
|                                                     | UKIP               | John Atkinson     | 4,698  | 11.6 | +8.8 |
|                                                     | Plaid Cymru        | Elwyn Williams    | 4,201  | 10.4 | 0.0  |
|                                                     | Green              | Gary Tapley ,     | 1,290  | 3.2  | n/a  |
|                                                     | Libéral Démocrates | Selwyn Runnett    | 963    | 2.4  | −9.7 |
| Majorité                                            | Majorité           | Majorité          | 6,054  | 15.0 | +6.5 |
| Participation                                       | Participation      | Participation     | 40,350 | 69.8 | −0.6 |
|                                                     | Conservateur hold  | Conservateur hold | Swing  | +3.3 |      |

| Élections générales de 2010: Preseli Pembrokeshire, |                                   |                                   |        |      |      |
| Parti                                               | Parti                             | Candidat                          | Votes  | %    | ±    |
|                                                     | Conservateur                      | Simon Hart                        | 16,649 | 41.1 | +9.8 |
|                                                     | Labour                            | Nick Ainger                       | 13,226 | 32.7 | −4.0 |
|                                                     | Libéral Démocrates                | John Gossage                      | 4,890  | 12.1 | −2.1 |
|                                                     | Plaid Cymru                       | John Dixon                        | 4,232  | 10.4 | −4.3 |
|                                                     | UKIP                              | Raymond Clarke                    | 1,146  | 2.8  | +1.4 |
|                                                     | Indépendant                       | Henry Langen                      | 364    | 0.9  | +0.9 |
| Majorité                                            | Majorité                          | Majorité                          | 3,423  | 8.5  |      |
| Participation                                       | Participation                     | Participation                     | 40,507 | 70.4 | +3.2 |
|                                                     | Conservateur vainqueur sur Labour | Conservateur vainqueur sur Labour | Swing  | +6.9 |      |

### Élections dans les années 2000
| Élections générales de 2005: Carmarthen West and South Pembrokeshire |                    |                  |        |      |      |
| Parti                                                                | Parti              | Candidat         | Votes  | %    | ±    |
|                                                                      | Labour             | Nicholas Ainger  | 13,953 | 36.9 | −4.7 |
|                                                                      | Conservateur       | David Morris     | 12,043 | 31.8 | +2.5 |
|                                                                      | Plaid Cymru        | John Dixon       | 5,582  | 14.7 | −4.0 |
|                                                                      | Libéral Démocrates | John Allen       | 5,399  | 14.3 | +5.5 |
|                                                                      | UKIP               | Josie MacDonald  | 545    | 1.4  | −0.1 |
|                                                                      | Legalise Cannabis  | Alexander Daszak | 237    | 0.6  | N/A  |
|                                                                      | Indépendant        | Nick Turner      | 104    | 0.3  | N/A  |
| Majorité                                                             | Majorité           | Majorité         | 1,910  | 5.0  |      |
| Participation                                                        | Participation      | Participation    | 37,863 | 65.3 | +2.0 |
|                                                                      | Labour hold        | Labour hold      | Swing  | −3.6 |      |

| Élections générales de 2001: Carmarthen West and South Pembrokeshire |                               |                 |        |      |       |
| Parti                                                                | Parti                         | Candidat        | Votes  | %    | ±     |
|                                                                      | Labour                        | Nicholas Ainger | 15,349 | 41.6 | −7.6  |
|                                                                      | Conservateur                  | Robert Wilson   | 10,811 | 29.3 | +2.7  |
|                                                                      | Plaid Cymru                   | Llyr Gruffydd   | 6,893  | 18.7 | +6.0  |
|                                                                      | Libéral Démocrates            | William Jeremy  | 3,248  | 8.8  | +0.6  |
|                                                                      | UKIP                          | Ian Phillips    | 537    | 1.5  | N/A   |
|                                                                      | Direct Customer Service Party | Nicholas Turner | 78     | 0.2  | N/A   |
| Majorité                                                             | Majorité                      | Majorité        | 4,538  | 12.3 |       |
| Participation                                                        | Participation                 | Participation   | 36,916 | 65.3 | −11.2 |
|                                                                      | Labour hold                   | Labour hold     | Swing  |      |       |

### Élections dans les années 1990
| Élections générales de 1997: Carmarthen West and South Pembrokeshire |                                  |                  |        |      |       |
| Parti                                                                | Parti                            | Candidat         | Votes  | %    | ±     |
|                                                                      | Labour                           | Nicholas Ainger  | 20,956 | 49.1 | +10.6 |
|                                                                      | Conservateur                     | Owen J. Williams | 11,335 | 26.6 | −8.9  |
|                                                                      | Plaid Cymru                      | Roy Llewellyn    | 5,402  | 12.7 | −2.4  |
|                                                                      | Libéral Démocrates               | Keith J. Evans   | 3,516  | 8.2  | −2.6  |
|                                                                      | Referendum                       | Joy A. Poirrier  | 1,432  | 3.4  | N/A   |
| Majorité                                                             | Majorité                         | Majorité         | 9,621  | 22.6 | N/A   |
| Participation                                                        | Participation                    | Participation    | 42,641 | 76.5 | N/A   |
|                                                                      | Labour Vainqueur (nouveau siège) |                  |        |      |       |